# Miss Rhode Island USA
A competição de Miss Rhode Island USA é o concurso de beleza destinado a eleger a representante do Estado de Rhode Island para o concurso Miss USA.
Historicamente, Rhode Island tem sido comparativamente mal-sucedida no Miss USA, mas tem sido um dos Estados mais consistentes desde 2000, com quatro semi-finalistas e um segundo lugar.

## Sumário de resultados
- Vencedora(s): Olivia Culpo (2012)
- 2ª(s) colocada(s): Danielle Lacourse (2007)
- 3ª(s) colocada(s) Gayle White (1973), Anea Garcia (2015)
- Top 10: Claudia Jordan (1997), Yanaiza Alvarez (2001), Leeann Tingley (2006)
- Top 11/12: Jennifer Aubin (1995), Janet Sutton (2002)
- Top 15: Joan Zeller (1961), Amy Diaz (2008)

## Vencedoras

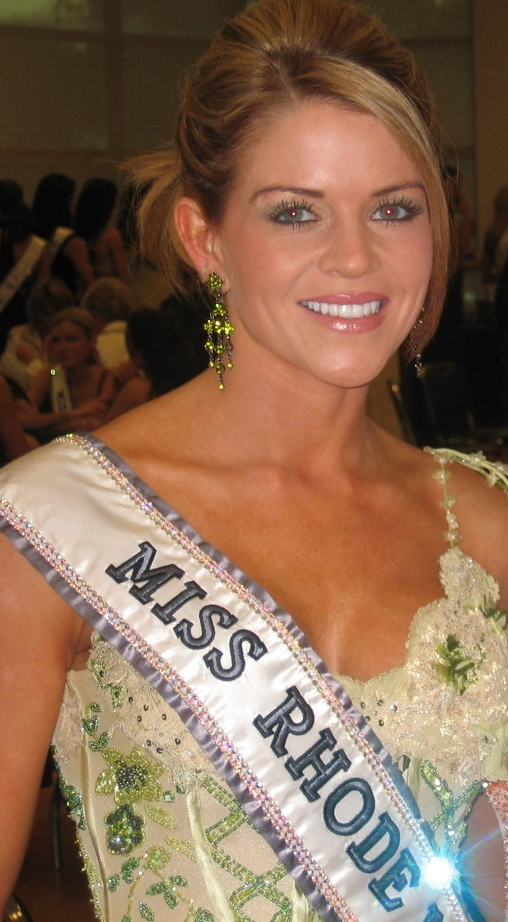
Leeann Tingley, Miss Rhode Island USA 2006

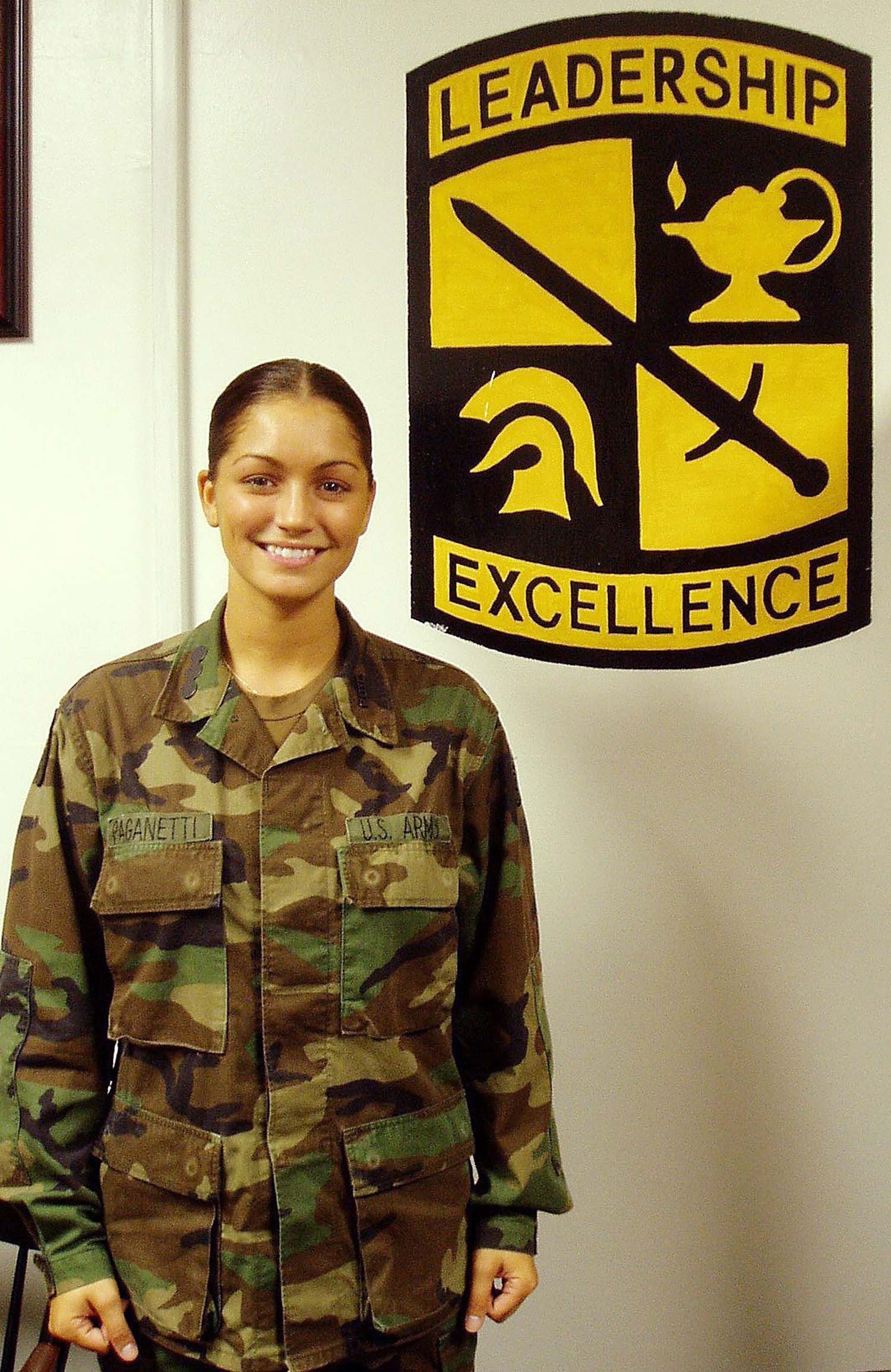
Allison Paganetti, Miss Rhode Island USA 2005

| Ano  | Nome                 | Cidade           | Idade1 | Classificação no Miss USA | Premiações Especiais no Miss USA | Notas |
| ---- | -------------------- | ---------------- | ------ | ------------------------- | -------------------------------- | --- |
| 2020 | Jonét Nichelle       | Providence       | 25     |                           |                                  | |
| 2019 | Nicole Pallozzi      | Providence       | 23     |                           |                                  | |
| 2018 | Daescia DeMoranville | Johnston         | 21     |                           |                                  | |
| 2017 | Kelsey Swanson       | Cranston         | 22     |                           |                                  | |
| 2016 | Theresa Agonia       | Cumberland       | 23     |                           |                                  | |
| 2015 | Anea Garcia          | Cranston         | 20     | 3ª colocada               |                                  | |
| 2014 | Christina Palavra    | Providence       | 19     |                           | Miss Simpatia                    | |
| 2013 | Brittany Stenovitch  | Cranston         | 19     |                           |                                  | |
| 2012 | Olivia Culpo         | Cranston         | 19     | Miss USA 2012             |                                  | Miss Universo 2012 |
| 2011 | Kate McCaughey       | Lincoln          | 22     |                           |                                  | |
| 2010 | Kristina Primavera   | Narragansett     | 22     |                           |                                  | Anteriormente Miss Rhode Island Teen USA 2003                                                                                    |
| 2009 | Alysha Castonguay    | Woonsocket       | 22     |                           |                                  | Anteriormente Miss Rhode Island Teen USA 2002 e semifinalista (top 10) no Miss Teen USA 2002                                     |
| 2008 | Amy Diaz             | Johnston         | 23     | Top 15                    |                                  | Anteriormente Miss Rhode Island Teen USA 2001 competiu no Miss Terra 2009                                                        |
| 2007 | Danielle Lacourse    | North Providence | 21     | 2ª colocada               |                                  | |
| 2006 | Leeann Tingley       | East Greenwich   | 24     | Top 10                    |                                  | |
| 2005 | Allison Paganetti    | North Kingstown  | 21     |                           |                                  | |
| 2004 | Sarah Bettencourt    | Lincoln          | 20     |                           |                                  | |
| 2003 | Krisily Kennedy      | Warwick          | 23     |                           |                                  | Segunda colocada na sétima temporada de The Bachelor                                                                             |
| 2002 | Janet Sutton         | Narragansett     | 23     | Top 12                    |                                  | |
| 2001 | Yanaiza Alvarez      | Providence       | 24     | Top 10                    |                                  | |
| 2000 | Heidi St. Pierre     | Harrisville      | 23     |                           |                                  | |
| 1999 | Claire DeSimone      | Warwick          |        |                           |                                  | Mais tarde Mrs. Massachusetts America 2004 e semi-finalista (top 10) no Mrs. America 2004 sob o nome de casada, Claire O'Connor. |
| 1998 | Connie Harrolle      | East Providence  |        |                           |                                  | |
| 1997 | Claudia Jordan       | East Providence  | 23     | Top 10                    |                                  | Anteriormente Miss Rhode Island Teen USA 1990; Modelo da mala no Deal or No Deal                                                 |
| 1996 | Karen Bradley        |                  | 19     |                           |                                  | |
| 1995 | Jennifer Aubin       | Woonsocket       | 20     | Top 12                    |                                  | |
| 1994 | RayeAnne Johnson     | Lincoln          |        |                           |                                  | Anteriormente Miss Rhode Island Teen USA 1987                                                                                    |
| 1993 | Julie Roach          | Wakefield        |        |                           |                                  | |
| 1992 | Yvette Hernandez     |                  |        |                           |                                  | |
| 1991 | Lynne Michael        |                  |        |                           |                                  | |
| 1990 | Susan Lima           |                  |        |                           |                                  | |
| 1989 | Debra Damiano        | Providence       |        |                           |                                  | |
| 1988 | Cindy Geronda        | North Providence |        |                           |                                  | |
| 1987 | Lisa Benson          | North Kingstown  |        |                           |                                  | |
| 1986 | Donna Silva          | Cranston         |        |                           |                                  | |
| 1985 | Dana Wilson          | Riverside        |        |                           |                                  | |
| 1984 | Debbie Mowry         | North Providence |        |                           |                                  | |
| 1983 | Allegra Hendricks    | Providence       |        |                           |                                  | |
| 1982 | Peggy McGraw         | Smithfield       |        |                           |                                  | |
| 1981 | Patti Reo            | Scituate         |        |                           |                                  | |
| 1980 | Robyn Hall           | Pawtucket        |        |                           |                                  | |
| 1979 | Theresa Patterson    | Lincoln          |        |                           |                                  | |
| 1978 | Sharon McGarry       | Warwick          |        |                           |                                  | |
| 1977 | Susan Carten         | Cranston         |        |                           |                                  | |
| 1976 | Kathleen Confreda    |                  |        |                           |                                  | |
| 1975 | Marice Love          | Providence       |        |                           |                                  | |
| 1974 | Debra Cerroni        | Smithfield       |        |                           |                                  | |
| 1973 | Gayle White          | Providence       |        | 3ª colocada               |                                  | |
| 1972 | Jeanne Lemay         | West Warwick     |        |                           |                                  | |
| 1971 | Laurie Stahle        |                  |        |                           |                                  | |
| 1970 | Rebecca Gaileshaw    | Warwick          |        |                           |                                  | |
| 1969 | Donna Lewis          |                  |        |                           |                                  | |
| 1968 | Betty Lou Whitmore   |                  |        |                           |                                  | |
| 1967 | Nancy Giuliano       |                  |        |                           |                                  | |
| 1966 | Barbara Williams     |                  |        |                           |                                  | |
| 1965 | Paula Farrow         |                  |        |                           |                                  | |
| 1964 | Carolyn Cocamonaco   |                  |        |                           |                                  | |
| 1963 | Rosmarie Dickinson   |                  |        |                           |                                  | |
| 1962 | Marilyn A. Scott     | Pawtucket        |        |                           |                                  | |
| 1961 | Joan Zeller          |                  |        | Semi-finalista            |                                  | |
| 1960 | Lorelie White        |                  |        |                           |                                  | |
| 1959 | Gloria Ryder         |                  |        |                           |                                  | |
| 1958 | Claire Dipaolo       |                  |        |                           |                                  | |
| 1957 | Myrna Altieri        |                  |        |                           |                                  | |
| 1956 | Sandra Vozella       |                  |        |                           |                                  | |
| 1955 | Beverly Jansen       |                  |        |                           |                                  | |
| 1954 | Joyce Ann Sandberg   |                  |        |                           |                                  | |
| 1953 | Barbara Deignan      |                  |        |                           |                                  | |
| 1952 | Delores Selinder     |                  |        |                           |                                  | |

1 Idade à época do concurso Miss USA